# Талпакоті сіроголовий
Талпако́ті сіроголовий (Columbina cruziana) — вид голубоподібних птахів родини голубових (Columbidae). Мешкає в Південній Америці.

## Опис

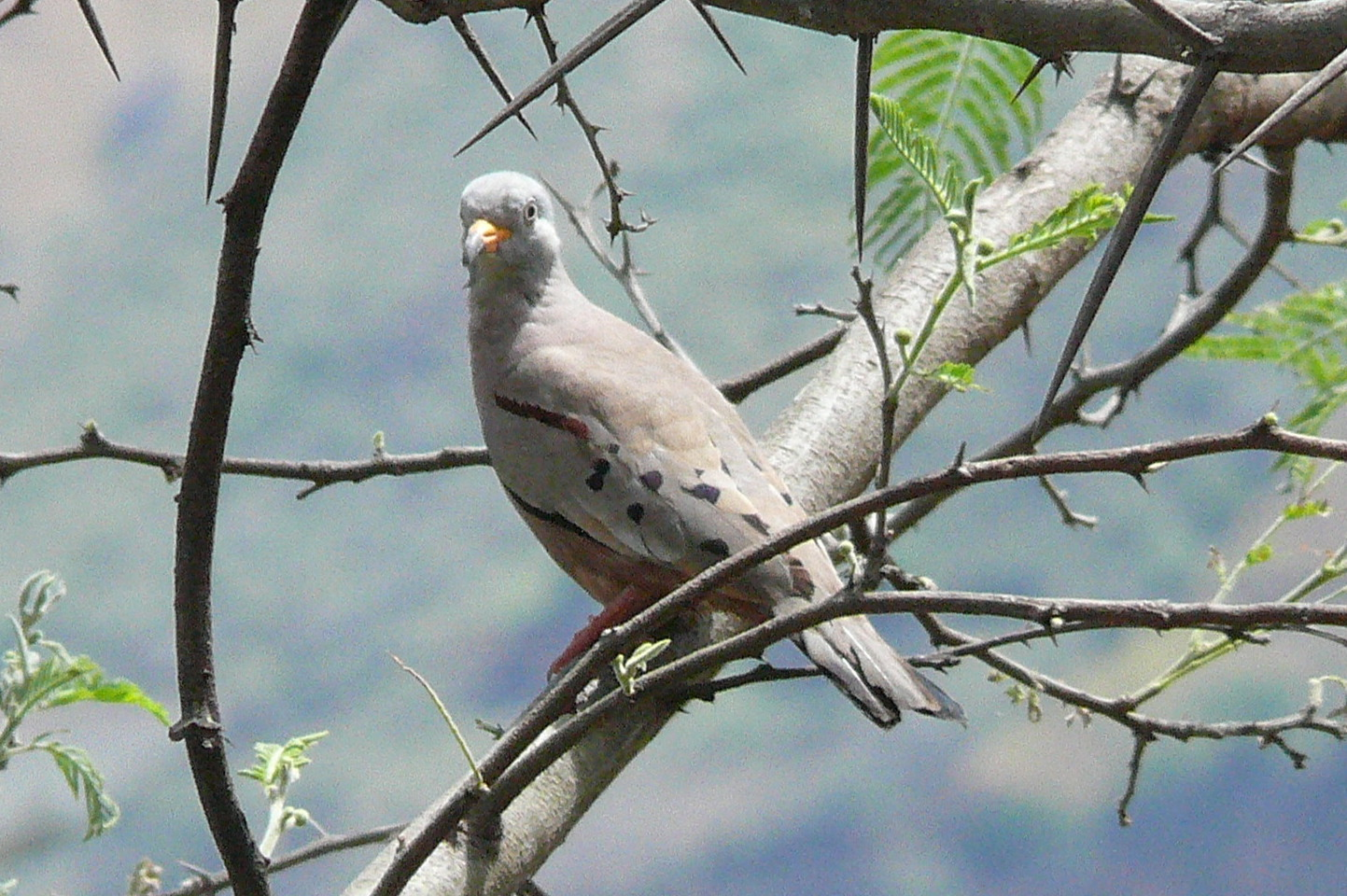
Сіроголовий талпакоті

Довжина птаха становить 15 см, самці важать 52 г, самиці 46 г. У самців голови сизувато-сіра, верхня частина тіла коричнювато-сіра. Центральні стернові пера темно-сірі, крайні стернові пера чорні з білими кінчиками. На крилах темні смуги і ряд чорних плям. Груди і решта нижньої частини тіла рожевувато-лілові. Очі червоні з білими кільцями, навколо очей кільця голої жовтої шкіри. Дзьоб відносно довгий, темний, біля основи яскраво-жовтувато-оранжевий. У самиць голова коричнювата, а плями на крилах менш виражені, ніж у самців. Забарвлення мололодих птахів є подібне до забарвлення самиць, однак пера у них мають охристі кінчики.

## Поширення і екологія
Сіроголові талпакоті мешкають в прибережних районах на крайньому південному заході Колумбії (Нариньйо), в Еквадорі, Перу і північному Чилі (Аріка і Парінакота, Тарапака), в Перу також в деяких районах в долині Мараньйону. Вони живуть в сухих прибережних чагарникових заростях, в заростях в долинах річок, в сухих широколистяних рідколіссях, на полях, в парках і садах, на висот до 2400 м над рівнем моря.
Сіроголові талпакоті ведуть переважно наземний спосіб життя. Більшу частину часу вони проводять на землі, де шукають насіння, яке є основою їх раціону. На південному заході Еквадору гніздування відбувається протягом всього року, за винятком вересня і жовтня, однак в більш сухих районах серех розмноження може бути коротшим. Гніздо розміщується в чагарниках або на дереві, іноді також на зземлі або скельному виступі. В кладці від 1 до 3 яєць, переважно 2 яйця. Інкубаційний період триває 14 днів. Пташенята покидають гніздо через 10-13 днів після вилуплення.